# Ricercar a 6 (Bach/Webern)
Anton Webern orchestrierte im Jahr 1935 das Ricercar a 6 aus dem Musikalischen Opfer von Johann Sebastian Bach. Webern bezeichnete seine Transkription als Johann Sebastian Bach: Fuga (2. Ricercata) a sei voci aus „Das musikalische Opfer“. Für Orchester gesetzt von Anton Webern. Seine Orchesterfassung trägt keine Opuszahl.

## Bearbeitungsmethode
Obwohl das sechsstimmige Ricercar streng zweihändig auf einer Tastatur spielbar ist, herrschte zu Beginn des 20. Jahrhunderts die Vorstellung vor, Bachs Spätwerk sei nicht für ein bestimmtes Instrument geschrieben. Daher entstanden viele Orchestrierungen besonders der Kunst der Fuge, aber auch des Musikalischen Opfers.
Weberns Instrumentationsverfahren weicht deutlich von diesen Versuchen ab, indem er seine eigene Kompositionstechnik auf das Werk Bachs übertrug. Ähnlich wie bei seinen Methoden im Umgang mit Zwölftonreihen teilt er hier die thematischen Passagen des Satzes in verschiedene aufeinanderfolgende Motive auf, die er dann auf eine Gruppe von drei solistischen Instrumenten verteilt. Das Verfahren ist deutlich der von Arnold Schönberg 1911 in seiner Harmonielehre eingeführten Klangfarbenmelodie verwandt. Beispielsweise wird das Thema bei seinem ersten Einsatz von den drei Blechbläsern mit Dämpfer gespielt, die sich jeweils nach wenigen Tönen abwechseln. Beim zweiten Einsatz verwendet Webern entsprechend die hohen Holzbläser, anschließend Bassklarinette, Posaune und Fagott, und so weiter. Lediglich der allerletzte Einsatz verzichtet auf motivische Aufsplitterung zugunsten einer Tutti-Schlusswirkung. Das nicht-thematische Material in den Zwischenspielen wird hingegen meist den Streichern zugewiesen.
Der Orchestersatz wirkt sehr farbig durch die Verwendung von Dämpfern, Pizzicato, Streichersoli usw., und durch motivweises Doppeln durch andere Instrumente – so wird ein Akzent im Thema immer durch ein Harfenflageolett hervorgehoben. Differenzierte Dynamik- und Tempoanweisungen im gesamten Verlauf zeigen Weberns sehr persönlichen Gestaltungswillen. 
In einem Brief an Hermann Scherchen bezeichnet Webern denn auch die Fuga (Ricercata) als „meine Bach-Fuge“. Dazu seine Begründung zur Instrumentation: 

„Ich empfinde nämlich diesen Teil des Themas, diesen chromatischen Gang von g nach h, als im Charakter wesentlich verschieden von den ersten fünf Noten. […] Meine Instrumentation versucht, den motivischen Zusammenhang bloß zu legen. Alles ist Hauptsache in diesem Werk – und in dieser Instrumentation.“

Zahlreiche Abhandlungen thematisieren die Aufspaltung des Fugenthemas in Weberns Instrumentation. 
Theodor W. Adorno attestiert Webern, er habe mit der Instrumentierung des Ricercars aus Bachs Musikalischem Opfer jeden Zug der Komposition in ein farbliches Korrelat übersetzt, die Oberflächenlinie in die kleinsten Motivzusammenhänge aufgelöst und diese dann durch die konstruktive Gesamtdisposition des Orchesters wieder vereint.
György Ligeti schreibt zur Aufspaltung des Fugenthemas:

„Manchmal werden innerhalb einer solchen Gestalt nur drei oder zwei Töne, ja sogar innerhalb einer solchen Gestalt nur ein einziger Ton von demselben Instrument gespielt. Dadurch wird das Reihenhafte der Klangfarbenverteilung noch stärker betont, ohne dass aber […] richtige Klangfarbenreihen als konstruktive Grundlagen der Komposition dienten. Die Anordnung der Klangfarben ist vielmehr mit der Tonhöhenreihe in Zusammenhang gebracht.“

## Instrumentation
Die Orchesterversion Weberns enthält folgende Instrumente:
- Holzbläser: Flöte, Oboe, Englischhorn, Klarinette in B, Bassklarinette in B, Fagott
- Blechbläser: Horn in F, Trompete in C, Posaune
- Pauken
- Harfe
- Streicher

## Aufnahmen (Auswahl)
- hr-Sinfonieorchester